# Affidavit

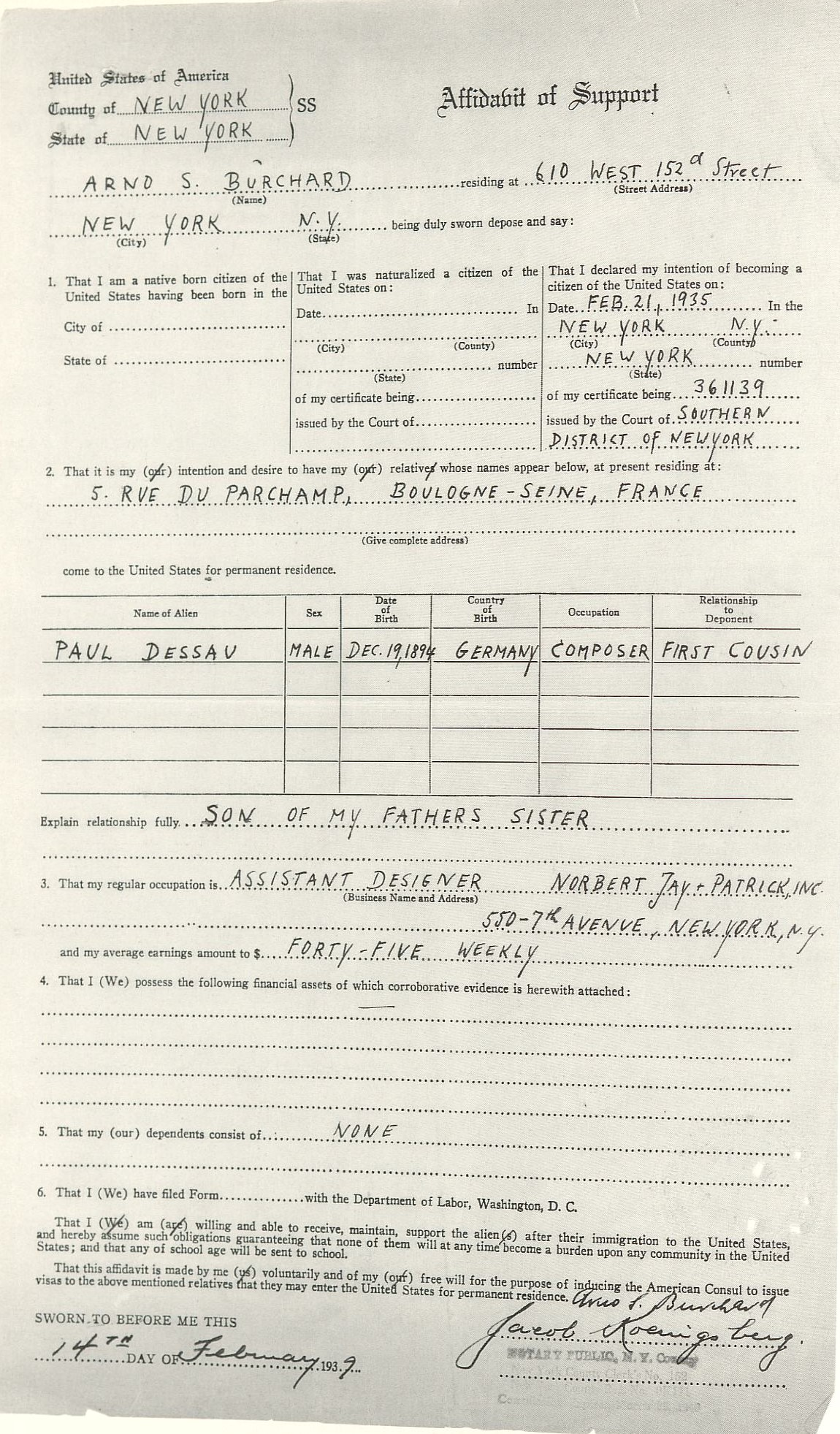
Arnd S. Burchard: Affidavit für seinen Cousin Paul Dessau, 1939

Ein Affidavit ist im Gegensatz zu einer eidesstattlichen Versicherung eine echte vereidigte Versicherung. Der Begriff entstammt der mittelalterlichen Rechtssprache. Affidavit (lateinisch) heißt: „(er/sie) hat zugesichert“.
In Ländern des Common Law (vor allem ehemals britische Kolonien) ist das Affidavit eine vom Aussteller (englisch deponent oder affiant) unterzeichnete und durch dessen Eid beglaubigte Urkunde, die Aufschluss über die tatsächlichen Verhältnisse gibt. Derartige Urkunden dienen zum Beispiel bei englischen Zivilprozessen zur Beweisaufnahme im vorbereitenden Verfahren, werden aber auch anderweitig, z. B. im Verkehr mit den Steuerbehörden, genutzt.
Zur Abnahme der betreffenden Eide sind die vom Lord Chancellor ernannten Commissioners for oaths, meist handelt es sich um Solicitors, zuständig, weil sie dieser Aufgabe neben ihrer täglichen Praxis nachkommen. Im Ausland sind es meist die britischen diplomatischen Vertreter und Konsuln und des Weiteren alle Beamten, die im betreffenden Land befugt sind, Eide abzunehmen. In den Vereinigten Staaten kann ein Affidavit von jedermann verfasst werden, nur die Unterschrift muss dann durch einen Notary public bestätigt werden. 
Eine bedeutende Rolle spielten Affidavits während der Zeit des Nationalsozialismus. Familienangehörige, Freunde und qualifizierte Organisationen in Staaten außerhalb Deutschlands konnten mit einer beglaubigten Bürgschaftserklärung Verfolgten die Einreise in Überseeländer (Vereinigtes Königreich, USA) ermöglichen, die dadurch der nationalsozialistischen Verfolgung auf dem Kontinent entkamen. Dieser Form des Affidavits entspricht heute die Verpflichtungserklärung im Ausländerrecht.